# Pieve di Santa Maria e di San Leonardo
La pieve di Santa Maria e di San Leonardo si trova ad Artimino, località nel comune di Carmignano, in provincia di Prato.

## Storia
Già citata nel diploma del 998 dell'imperatore Ottone III che elenca i privilegi del vescovo di Pistoia enumerando anche "plebs... in Artimino", è forse anteriore all'insediamento abitato di Artimino, un borgo murato documentato, comunque, come "castello" fin dall'XI secolo. La pieve di San Leonardo era fuori dalle mura del castello, come era del resto comune in un'epoca, in cui l'organizzazione territoriale era caratterizzata da insediamenti sparsi e da centri di potere distinti: castello e pieve.
Ne furono a lungo patroni i Rinaldeschi di Prato e poi i Frescobaldi. Fu inizialmente dedicata alla Vergine e solo nel XVI secolo fu co-intitolata a San Leonardo.
Leggende popolari attribuiscono alla duchessa Matilde di Toscana un ruolo nella fondazione dell'edificio.
Come pieve faceva capo a diverse chiese suffraganee. Nel XIX secolo aveva alle sue dipendenze Santo Stefano alle Busche a Poggio alla Malva, San Michele a Comeana e San Martino in Campo
La costruzione è uno degli esempi più integri e suggestivi della prima architettura romanica dell'XI secolo in Toscana. Le strutture originarie si sono mantenute integre nel passare dei secoli, a parte la realizzazione, nel XIV secolo, della copertura a volta delle navate e la costruzione della canonica e dell'edificio "della Compagnia". Le strutture romaniche sono state valorizzate da un radicale restauro del 1971 che ha eliminato sovrastrutture di poco valore ma anche arredi e decorazioni interne del XVII secolo e XVIII secolo.

## Descrizione

### Esterno

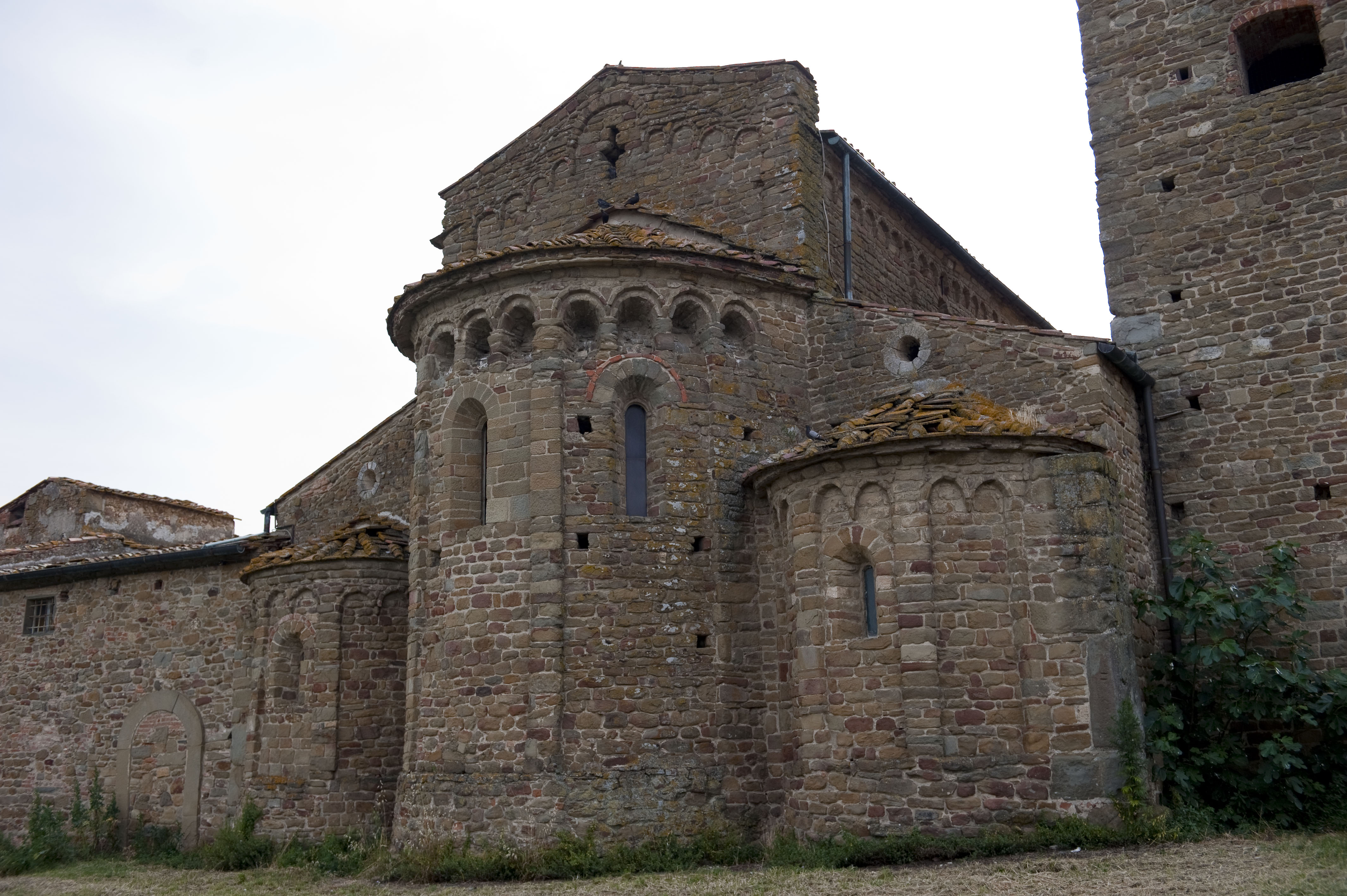
La parte absidale

La chiesa è costruita con una muratura a vista piuttosto irregolare di arenaria locale di color ocra appena sbozzata, con spessi giunti di malta.
La facciata, a cui si accede da una scalinata, presenta un imponente arco cieco a tutto sesto, corrispondente alla navata centrale, ed è parzialmente nascosta da un modesto portico cinquecentesco.
Le parti più suggestive sono le tre absidi esterne, di cui la centrale si articola in profonde nicchie a fornice che rivelano un influsso lombardo ovvero maestranze padane. 
Nella muratura sotto il loggiato e in quella della torre campanaria si trovano i frammenti di urne etrusche figurate, oggi sostituite da copie, che sembrano testimoniare nel luogo una pratica di culto di lontana origine.

### Interno
L'interno, scandito in tre navate coperte da trecentesche volte a crociera su pilastri, che sostituirono l'originaria copertura lignea, custodisce pregevoli sculture policrome: un gruppo in terracotta del 1515 circa raffigurante la Visitazione, riferita all'ambito di Giovanni e Matteo della Robbia e due statue lignee, rispettivamente un Sant'Antonio abate, del primo quarto del Cinquecento, e un San Leonardo, di un artista senese del primo Quattrocento. Nell'abside sinistra i restauri hanno riportato alla luce tracce di affreschi di varie epoche, fra cui una bella figura di Cristo benedicente, di scuola fiorentina dei primi del XV secolo.